# Tejido (biología)

Ejemplo de tejidos en un vegetal. Sección transversal de un tallo de lino con varias capas de diferentes tipos de tejido: 1. Médula; 2. Protoxilema; 3. Xilema; 4. Floema; 5. Esclerénquima (fibras liberianas); 6. Corteza; 7. Epidermis

En biología, los tejidos son aquellos materiales biológicos constituidos por un conjunto complejo organizado de células, de uno o de varios tipos, distribuidas regularmente con un comportamiento fisiológico coordinado y un origen embrionario común. Se llama histología a la ciencia que estudia los tejidos orgánicos. En consecuencia, los órganos están formados por la agrupación funcional de múltiples tejidos.
Algunos usos del lenguaje común coloquial, como pulpa, carne o ternilla, designan materiales biológicos en los que un tejido determinado es el constituyente único o predominante; los ejemplos anteriores se corresponden, respectivamente, con parénquima, tejido muscular o tejido cartilaginoso.
Solo algunos reinos han logrado desarrollar la pluricelularidad en el curso de la evolución, y de estos únicamente en dos se reconoce la existencia de tejidos, a saber: en las plantas vasculares y en los animales (o metazoos). En general, se admite también que hay verdaderos tejidos en las algas pardas. Dentro de cada uno de estos grupos, los tejidos son esencialmente homólogos, pero son diferentes de un grupo a otro, y su estudio y descripción son independientes, por lo que se distinguen una histología vegetal y una histología animal.
Los organismos biológicos siguen esta jerarquía: Células < Tejido < Órgano < (Sistema (anatomía) de órganos < Organismo
Xavier Bichat está considerado como el «Padre de la Histología». La histología vegetal se estudia tanto en anatomía vegetal como en fisiología. Las herramientas clásicas para el estudio de los tejidos son el bloque de parafina en el que se incrusta el tejido y luego se secciona, la tinción histológica y el microscopio óptico. Los avances en microscopía electrónica, inmunofluorescencia y el uso de secciones de tejido congelado han mejorado el detalle que puede observarse en los tejidos. Con estas herramientas, las apariencias clásicas de los tejidos pueden examinarse en la salud y en la enfermedad, lo que permite afinar considerablemente el diagnóstico médico y el pronóstico.

## Características de un tejido
Los tejidos animales están formados por células unidas entre sí con una sustancia llamada matriz extracelular.

La matriz intercelular está compuesta por agua, sales minerales y proteínas en distintas proporciones, según el tipo de tejido .

## Composición del tejido
En los animales, estos componentes celulares están inmersos en una matriz extracelular más o menos extensa, de características particulares para cada tejido.
Generalmente, esta matriz es generada por las propias células que componen el tejido, por lo que se dice que los tejidos están constituidos por un componente celular y, en algunos casos, por un componente extracelular. El tejido es uno de los niveles de organización biológica, situado entre el nivel celular que está en el escalón inferior, y el nivel del órgano que está en el escalón superior de organización.
La disciplina de la biología encargada del estudio de los tejidos orgánicos es la histología. Si se profundiza en los detalles, puede afirmarse que existen más de una centena de tejidos diferentes en los animales y algunas decenas en los vegetales, pero la inmensa mayoría son tan solo variedades de unos pocos tipos fundamentales. La estructura íntima de los tejidos escapa a simple vista, por lo cual se usa el microscopio para visualizarla.

## Complejidad de un tejido
Un tejido puede estar constituido por células de una sola clase, todas iguales, o por varios tipos de células dispuestas ordenadamente. El grado de especialización de los tejidos varía notablemente, tanto en lo funcional como en lo estructural.
Según su origen embriológico, pueden clasificarse en dos grandes grupos: tejidos especializados y tejidos no especializados.
Las células que forman parte de un tejido se especializan mediante procesos complejos. La diferenciación celular, como otros procesos celulares, está controlada por mecanismos de regulación de la expresión génica tales como el control genómico, el control transcripcional, el control postranscripcional, el control traduccional y el control postraduccional.[cita requerida]

## Clases de tejidos

### Tejidos animales
Existen cuatro tipos de tejidos fundamentales, en los animales:
- tejido epitelial: su función  principal es recubrir las superficies  del  cuerpo tanto externas como internas.
- tejido conectivo: su función principal es unir y soportar a otros tejidos del cuerpo.
- tejido muscular: se ha especializado al máximo para conseguir un correcto funcionamiento mecánico a partir de la energía química, mediante la interacción de las proteínas contráctiles actina y miosina.
- tejido nervioso: su función es percibir diferentes tipos de estímulos ya sean mecánicos, químicos, térmicos y traducirlos a señales eléctricas para su conducción.

Estos tejidos fundamentales, según su origen embriológico, se pueden clasificar en dos grandes grupos:

#### Tejidos especializados
- Tejido muscular

- - tejido muscular liso
  - tejido muscular estriado o esquelético
  - tejido muscular cardíaco

- Tejido nervioso

- - Neuronas
  - Neuroglia

#### Tejidos no especializados
- Tejido epitelial
  - epitelio de revestimiento
  - epitelio glandular
  - epitelio sensorial
- Tejido conjuntivo
  - Tejido conectivo laxo
  - tejido adiposo
  - Tejido conectivo reticular
  - tejido cartilaginoso
  - tejido óseo
  - tejido hematopoyético
- Exoesqueleto (Recubre exteriormente el cuerpo de los Artrópodos  y otros Invertebrados.)

## Tejidos vegetales
Los principales tejidos de los organismos eucariontes son los siguientes:
- Tejido de crecimiento: también llamados meristemos o tejidos meristemáticos, tienen por función la de dividirse por mitosis en forma continua. Se distinguen los meristemos primarios, ubicados en las puntas de tallos y raíces y encargados de que el vegetal crezca en longitud, y los meristemos secundarios, responsables de que la planta crezca en grosor. A partir de las células de los meristemos derivan todas las células de los vegetales.
- Tejido protector: también llamado sistema integumentario o tegumento, está constituido por células que recubren el exterior. Los tegumentos son de dos tipos: la epidermis, formada por células transparentes que cubren las hojas y los tallos jóvenes, y el súber (corcho), que tiene células muertas de gruesas paredes alrededor de raíces viejas, tallos gruesos y troncos.
- Tejido de sostén: posee células con gruesas paredes de celulosa y de forma alargada, que le brindan rigidez al vegetal. Son abundantes en las plantas leñosas (árboles y arbustos) y muy reducidos en las plantas herbáceas.
- Tejido parenquimático: formado por células que se encargan de la nutrición. Los principales son el parénquima clorofílico, cuyas células son ricas en cloroplastos para la fotosíntesis, y el parénquima de reserva, con células que almacenan sustancias nutritivas.
- Tejido conductor: son células cilíndricas que, al unirse, forman tubos por donde circulan sustancias nutritivas. Se diferencian dos tipos de conductos: el xilema, por donde circulan agua y sales minerales (savia bruta), y el floema, que transporta agua y sustancias orgánicas (savia elaborada), producto de la fotosíntesis y que sirven de nutrientes a la planta.
- Tejido secretor: son conjuntos de células encargadas de segregar sustancias, como la resina de los pinos.

### Tejido meristemático
El Tejido meristemático está formado por células que se dividen activamente y provoca el aumento de la longitud y el grosor de la planta. El crecimiento primario de una planta se produce sólo en ciertas regiones específicas, como en las puntas de los tallos o las raíces. Es en estas regiones donde está presente el tejido meristemático. Las células de este tipo de tejido tienen una forma aproximadamente esférica o poliédrica a rectangular, con pared celulars delgadas. Las nuevas células producidas por el meristemo son inicialmente las del propio meristemo, pero a medida que las nuevas células crecen y maduran, sus características cambian lentamente y se diferencian como componentes del tejido meristemático, clasificándose como:
Existen dos tipos de tejido meristemático
1.Meristemo primario.
2.Meristemo secundario.
- Meristemo apical: Presentes en las puntas de crecimiento de tallos y raíces, aumentan la longitud del tallo y de la raíz. Forman partes en crecimiento en el apices de raíces y tallos y son responsables del aumento de longitud, también llamado crecimiento primario. Este meristemo es responsable del crecimiento lineal de un órgano.
- Meristemo lateral: Células que se dividen principalmente en un plano y hacen que el órgano aumente de diámetro y circunferencia. El meristemo lateral suele aparecer bajo la corteza del árbol como cambium corchoso y en los haces vasculares de las dicotiledóneas como cambium vascular. La actividad de este cambium forma el crecimiento secundario.
- Meristemo intercalar: Situado entre los tejidos permanentes, suele estar presente en la base del nudo, entrenudo y en la base de la hoja. Son responsables del crecimiento en longitud de la planta y del aumento del tamaño del entrenudo. Provocan la formación y el crecimiento de ramas.

Las células del tejido meristemático son similares en estructura y tienen una pared celular primaria fina y elástica hecha de celulosa. Están dispuestas de forma compacta sin espacios intercelulares entre ellas. Cada célula contiene un citoplasma denso y un núcleo celular prominente. El denso protoplasma de las células meristemáticas contiene muy pocas vacuolas. Normalmente las células meristemáticas tienen forma ovalada, poligonala o rectangular.
Las células del tejido meristemático tienen un núcleo grande con vacuolas pequeñas o inexistentes porque no tienen necesidad de almacenar nada, en contraposición a su función de multiplicarse y aumentar la circunferencia y la longitud de la planta, sin espacios intercelulares.

### Tejidos artificiales
En el Instituto de Medicina Regenerativa de Wake Forest, mediante la utilización de impresoras 3D, se crearon tejidos artificiales. Se partió de la impresión de estructuras cartilaginosas, óseas y musculares, que se implantaron en roedores, con lo que se logró que los tejidos artificiales se convirtieran en tejidos funcionales y desarrollaran los vasos sanguíneos tisulares y, por consiguiente, que el material artificial respondiera como si se tratara de un tejido vivo natural.